# Gradin
Das Gradin (von franz. gradin "Stufe"), auch Amphi genannt, ist ein Fachwort für die runde Zuschauer-Tribüne in einem Zirkuszelt oder auch in einem Amphitheater oder Stadion.
Die Zuschauerränge umschließen rampen- oder treppenförmig, nach außen ansteigend und in der Regel 3/4-kreisförmig die Manege. Sie bestehen aus einem zerlegbaren Gestell aus Stahl, Aluminium und/oder Holz. Das Gradin ist ein fliegender Bau. Unter dem Gradin hat man Sicht auf den Sattelgang, dies ist oft ein Aufenthaltsort für wartende oder nicht direkt beteiligte Artisten und Zirkusangestellte.